# Fábrica de Pirotecnia Militar (Sevilla)
La Fábrica de Pirotecnia Militar de Sevilla era una industria bélica de la ciudad dedicada a la producción de municiones. Desde 2008 es la sede de la Facultad de Derecho y de la de Ciencias del Trabajo de la Universidad de Sevilla.

## Historia

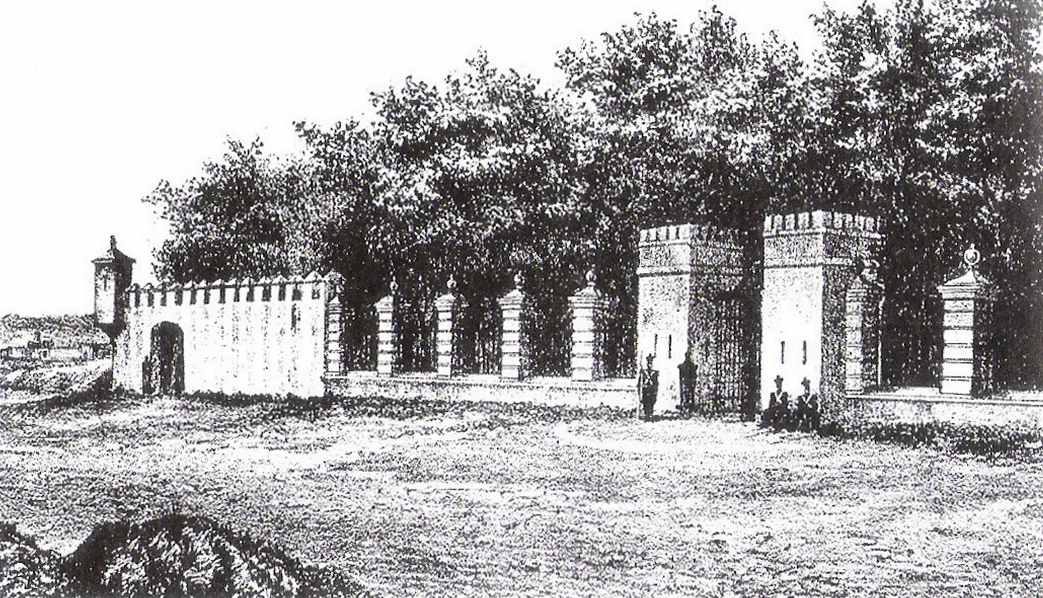
Exteriores de la fábrica en 1849.

Se sitúa en la calle Enramadilla, en el entorno del barrio de San Bernardo. Tras la creación de las intendencias en España, el municipio fue considerado sede de la Intendencia del Ejército de Andalucía. José Manuel Arjona, administrador militar y alcalde de la ciudad entre 1825 y 1833, realizó dos propuestas: la concesión para usos militares de una zona en la Enramadilla y la concesión de una parcela entre la puerta Real y la puerta de Triana para que el capitán general Vicente Quesada instalase allí una plaza de armas. La zona de Enramadilla fue usada para situar la fábrica de cápsulas y chimeneas y como campo de tiro con baterías por parte de las escuelas prácticas de artillería.
En 1827 la fábrica de artillería comenzó a organizar la enseñanza de la maquinaria y los instrumentos para fabricar armamento de percusión y cápsulas para suministrar al ejército. En 1847 se procedió a montar los laboratorios y la Escuela Central de Pirotecnia, de artificieros, en la zona que había servido como campo de tiro, junto a la fábrica de cápsulas, en la zona de Enramadilla. A partir de 1848 funcionó también como fundición. En 1868 este complejo fabril pasó a llamarse Pirotecnia Militar.
La factoría tuvo varias ampliaciones para la producción de cápsulas y chimeneas de fusil y varios artificios de guerra. Entre estas ampliaciones se puede citar el laboratorio, el taller de afinado y laminado de cobre y el taller de cápsulas de caza. Para todo ello, fue preciso adquirir nueva maquinaria y construir dos nuevas naves de estructura metálica.
La fábrica también es conocida como Pirotecnia Cros, debido a que en el número 2 de la calle Enramadilla se situó en torno en 1910 la fábrica de abonos Unión Española, que pasaría a convertirse en 1930 en San Carlos S.A. Vasco-Andaluza, que posteriormente fue absorbida por Sociedad Anónima Cros,  empresa fundada por Amadeo Cros.

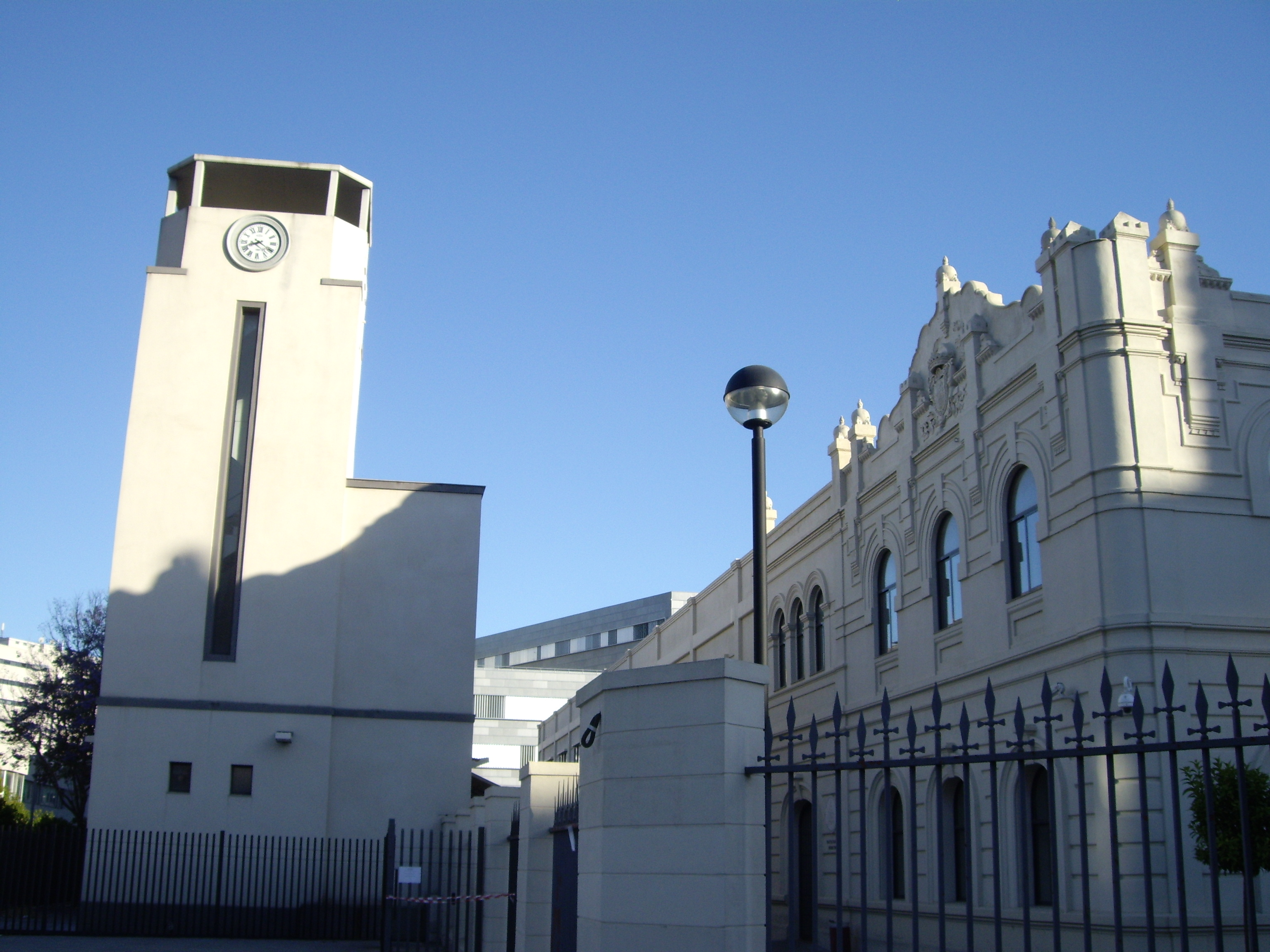
Fábrica de Pirotecnia Militar de Sevilla, con el reloj añadido en el.

Se encuentra sobre una parcela de 72 000 m². Se edificó entre 1847 y 1849 por el ingeniero Manuel Portillo Navarrete, mientras que la zona del laboratorio data de 1916.
La fabricación de cartuchos en esta fábrica incorporó mujeres desde el principio.
La nave del Paraguas y otros talleres, así como la torre del reloj, son de 1937. En 1940 el arquitecto Juan Talavera y Heredia reformó el edificio.
En 1961 fue adjudicada a la Empresa Nacional Santa Bárbara de Industrias Militares, empresa con accionariado del Instituto Nacional de Industria. La Pirotecnia Militar cerró en 1966. Los locales vacíos fueron entregados en 1974 al Parque y Maestranza de Artillería de Sevilla.
En 2008 fue reformada para servir como sede de la Facultad de Derecho y de la de Ciencias del Trabajo de la Universidad de Sevilla.